# Austin Spurs
O Austin Spurs é um clube de basquetebol profissional estadunidense sediado em Austin, Texas. É afiliado ao San Antonio Spurs. Eles jogam na Conferências Oeste na NBA Development League (NBA D-League), uma liga pra jogadores em desenvolvimento para subir à National Basketball Association (NBA).
Foi fundado em 2001.

## Ex-Jogadores
- Aubrey Coleman
- Bryce Cotton
- Austin Daye
- Nando de Colo
- Jarell Eddie
- Marcus Fizer
- Alonzo Gee
- Danny Green
- Nate Green (Columbus Riverdragons)
- Orlando Johnson
- Cory Joseph
- Curtis Jerrells
- Keith Langford
- Leo Lyons
- Boban Marjanović
- Pops Mensah-Bonsu
- Terence Morris (Columbus Riverdragons)
- Michael Parker (Columbus Riverdragons)
- Allan Ray
- Justin Reed
- Jonathon Simmons
- Walter Tavares
- Lance Thomas
- Darius Washington, Jr.
- Jay Williams
- Marcus Williams
- James White
- Luke Zeller

## Treinadores
- Dennis Johnson (2005–2007)
- Quin Snyder (2007–2010)
- Brad Jones (2010–2012)
- Taylor Jenkins (2012–2013)
- Ken McDonald (2013–2017)
- Blake Ahearn (2017–2020)
- Petar Božić (2021–2023)
- Will Voigt (2023–presente)

## Afiliações
- Boston Celtics (2006–2007)
- Denver Nuggets (2005–2006)
- Houston Rockets (2005–2007)
- Los Angeles Clippers (2005–2006)
- San Antonio Spurs (2005–presente)